# إيما ميسنر
إيما ميسنر (بالسويدية: Emma Meissner) هي ممثلة سويدية، ولدت في 30 أكتوبر 1866 في السويد، وتوفيت بنفس المكان في 20 نوفمبر 1942.

## وصلات خارجية
- إيما ميسنر على موقع IMDb (الإنجليزية)
- إيما ميسنر على موقع قاعدة بيانات الأفلام السويدية (السويدية)
- إيما ميسنر على موقع ديسكوغز (الإنجليزية)
- إيما ميسنر على موقع قاعدة بيانات الفيلم (الإنجليزية)